# Beagle Aircraft
Beagle Aircraft Limited fue un fabricante británico de aviones ligeros. La empresa produjo el Airedale, el Terrier, el Beagle 206, el Husky y el Pup. Tenía fábricas en Rearsby, en Leicestershire, y en Shoreham, en Sussex. La empresa se disolvió en 1969.

## Historia
La British Executive & General Aviation Limited (que operó como BEAGLE) se formó en 1960, cuando Peter Masefield dejó su puesto como director general de Bristol Aircraft cuando esa empresa se fusionó con otras para formar la British Aircraft Corporation. Su intención era crear una empresa para diseñar y producir una gama de aviones ligeros, y convenció a Pressed Steel Company para que invirtiera en este proyecto. Se creó una oficina de diseño de aviones en Shoreham para diseñar el Beagle 206, que iba a ser el producto estrella de la empresa.
Beagle se hizo cargo de dos fabricantes de aviones distintos, Auster Aircraft Company de Rearsby, Leicestershire, y F.G. Miles Limited de Shoreham, Sussex, los cuales también tenían oficinas de diseño. Inicialmente, el acuerdo con F.G. Miles era una "asociación técnica", ya que Fred Miles no tenía la intención de vender la compañía a Beagle, pero finalmente George Miles fue nombrado Director Técnico del Beagle Group y F.G. Miles acabó como director de Beagle-Miles, y la adquisición formal se completó en febrero de 1961.
Inicialmente, las tres partes de la empresa operaban de forma independiente, la fábrica de Rearsby como Beagle-Auster Limited, y la fábrica de Shoreham como Beagle-Miles Limited. Esto no duró mucho y las tres partes de la empresa se fusionaron como Beagle Aircraft Limited en 1962.
La empresa careció de dirección desde el principio, con malas decisiones estratégicas basadas en predicciones demasiado optimistas, mientras que los proyectos se retrasaban y los costes se disparaban. Masefield tenía la visión de producir grandes cantidades, posiblemente entre 400 y 1000 aviones por año, de muchos tipos diferentes de aviones ligeros. Al mismo tiempo, se mostró tremendamente optimista acerca de la facilidad de producir tales cifras, aparentemente ignorando los costes involucrados. Los hermanos Miles opinaban que Masefield tenía "la intención de crear una organización desproporcionada respecto a lo que intentaba lograr". La decisión de construir el Airedale y el Terrier como aviones "provisionales" fue un error costoso; en marzo de 1962, había costado 511 000 libras producir los primeros 25 Airedale, que se vendieron con dificultad a un precio básico de 5500 libras cada uno, con una cifra de equilibrio prevista de más de 600 ventas.
En 1962 se registró una pérdida neta de 2,1 millones de libras esterlinas y Pressed Steel ya había pensado en retirarse. En julio de 1963, George Miles dimitió diciendo que "los planes y políticas de fabricación han sido descabellados y caóticos. La situación actual... es evidentemente irremediablemente antieconómica". En 1965, la empresa matriz Pressed Steel fue adquirida por la British Motor Corporation, que revisó su participación en la fabricación de aviones ligeros y solicitó ayuda financiera al Gobierno británico. El Gobierno británico compró Beagle en diciembre de 1966 y le proporcionó la ayuda necesaria. Cuando la empresa necesitó más ayuda financiera en 1969, el Gobierno la puso en suspensión de pagos en medio de muchas recriminaciones parlamentarias. El síndico intentó reactivar y vender la empresa (ahora rebautizada como Beagle Aircraft (1969) Limited), pero fracasó y el liquidador se deshizo de los activos de la empresa.

## Aeronaves
El Beagle 206 era un diseño bimotor de pistones evolucionado a partir del proyecto Bristol 220 que Peter Masefield había intentado persuadir a Bristol Aircraft para que fabricara. Cuando dejó Bristol, compró los derechos de diseño para formar la base de Beagle, ya que se esperaba que la RAF encargara hasta 120 ejemplares. Sin embargo, las especificaciones de la RAF cambiaban continuamente, al igual que el número requerido de aviones, y el pedido final fue sólo de 20 aviones al precio unitario que Beagle había dado por 30 aviones. Debido al cambio en las especificaciones de la RAF, el primer Beagle 206 (diseñado por el equipo de Miles en 82 500 horas-hombre) fue luego rediseñado y "producido" por la oficina de diseño de Beagle en Shoreham (con 150 000 horas-hombre adicionales de diseño). El Beagle 206 sólo se fabricó en pequeñas cantidades entre 1961 y 1969; este iba a ser el avión insignia de la compañía, pero las ventas siempre fueron difíciles: se volaron 79 aparatos y varios no se habían vendido en el momento de la liquidación.
Los primeros aviones fabricados por Beagle se desarrollaron a partir de diseños de Auster: el Airedale, el Terrier y el D5/180 Husky. El Airedale y el Terrier fueron concebidos como diseños provisionales para mantener ocupados a los talleres de producción y venderse mientras se desarrollaban diseños más modernos. Sin embargo, Beagle perdió casi 500 000 libras esterlinas en el Airedale, debido a su antiguo diseño, su bajo rendimiento y su alta coste; el Terrier tampoco fue rentable debido a la gran cantidad de horas de trabajo necesarias para su conversión y, nuevamente, a la antigüedad del diseño. El Beagle Husky se fabricó en cantidades muy pequeñas y cada uno se vendió con una pérdida significativa, mientras que el proyecto Beagle Mark Eleven fue otra costosa actividad secundaria. En 1968, los activos de Auster (incluidos todos los repuestos, plantillas y estructuras de avión parcialmente terminadas) se vendieron a Hants and Sussex Aviation para dejar espacio para la producción del Pup.
En 1967, el monomotor Beagle Pup realizó su primer vuelo y se fabricó y vendió en mayor número hasta la quiebra de la empresa. El síndico vendió varios aviones Pup incompletos que luego fueron completados por otras empresas. En el momento de la quiebra de la empresa en 1969, Beagle estaba desarrollando el Bulldog militar a partir del Pup; luego, Scottish Aviation completó la producción del Bulldog en su fábrica de Prestwick tras la desaparición de la compañía Beagle Aircraft. A principios del siglo XXI, las fuerzas aéreas vendían muchos Bulldog a operadores civiles, de la misma manera que los Auster fueron transferidos desde escuadrones del Ejército o de la RAF durante las décadas de 1940 y 1950.
- Beagle Husky: monoplano monomotor de ala alta, un Auster D5/180 redesignado.
- Beagle A.61 Terrier: monoplano monomotor de ala alta.
- Beagle A.109 Airedale: monoplano monomotor de ala alta.
- Beagle Mark Eleven: monoplano monomotor de ala alta Auster AOP.9 remotorizado.
- Beagle B.206: avión de transporte ligero bimotor de ala baja.
- Beagle B.206R Basset: versión militar del B.206.
- Beagle M.218: avión de transporte ligero bimotor.
- Beagle B.121 Pup: avión ligero monomotor de ala baja.
- Beagle B.125 Bulldog: versión militar del Pup, construida por Scottish Aviation después de la liquidación de la empresa.

Beagle también colaboró con Ken Wallis en la construcción de cinco autogiros Wallis WA-116 en Shoreham en 1962 para su evaluación por parte del Ejército británico. Esta colaboración terminó cuando el Ejército británico eligió a los Westland Sioux en su lugar.

## Galería

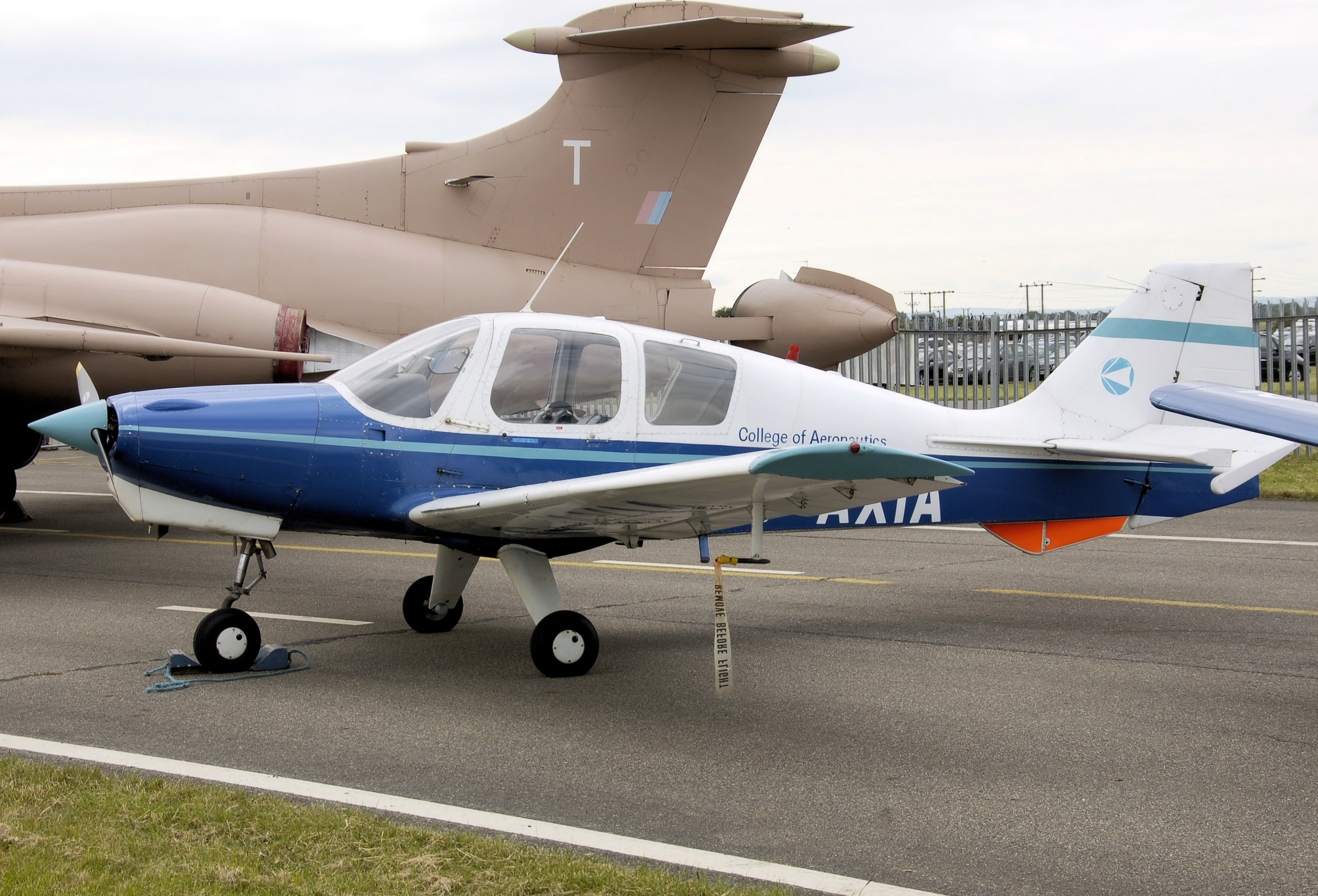
Beagle Pup, construido en 1969.
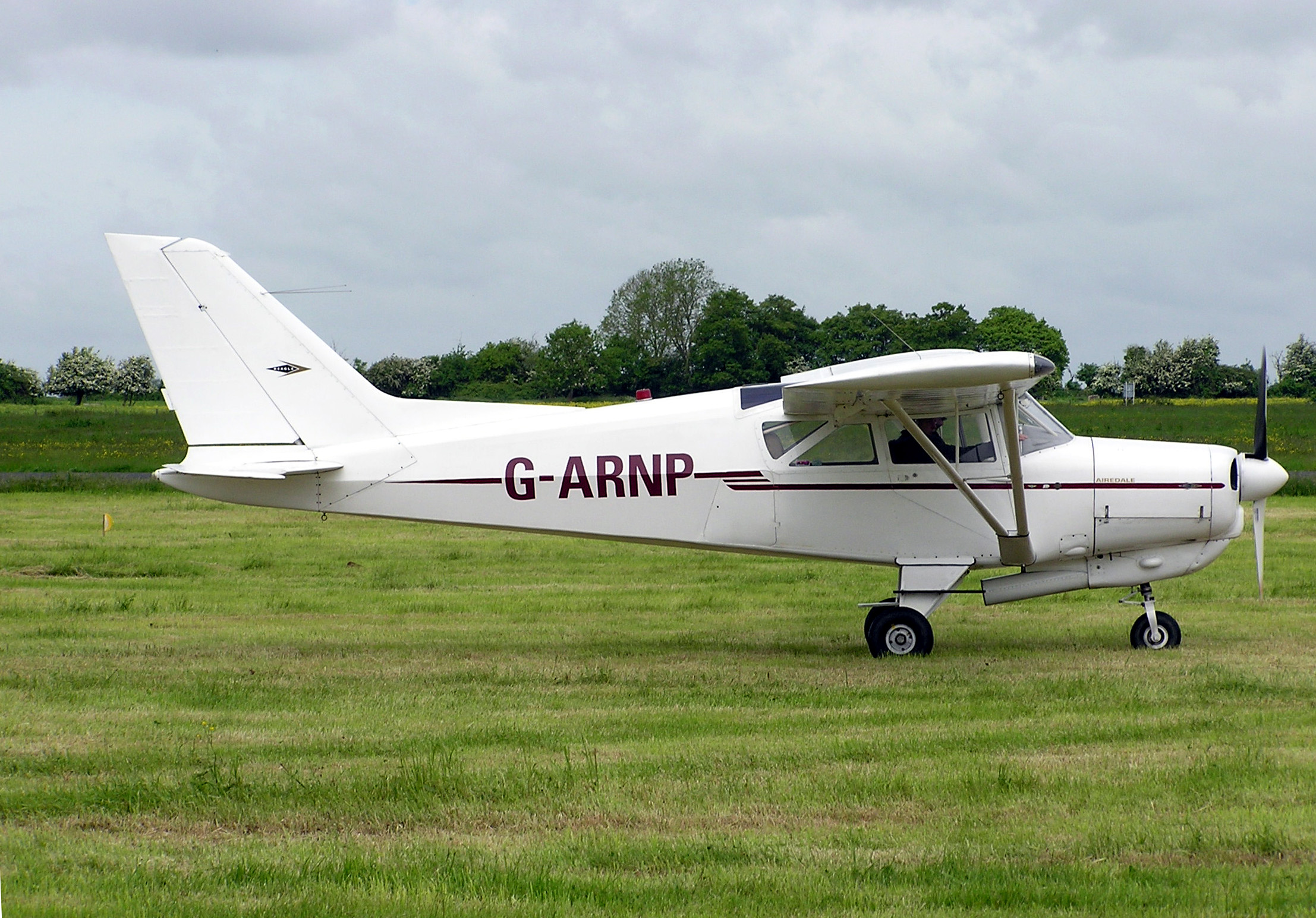
Beagle Airedale, construido en 1961.
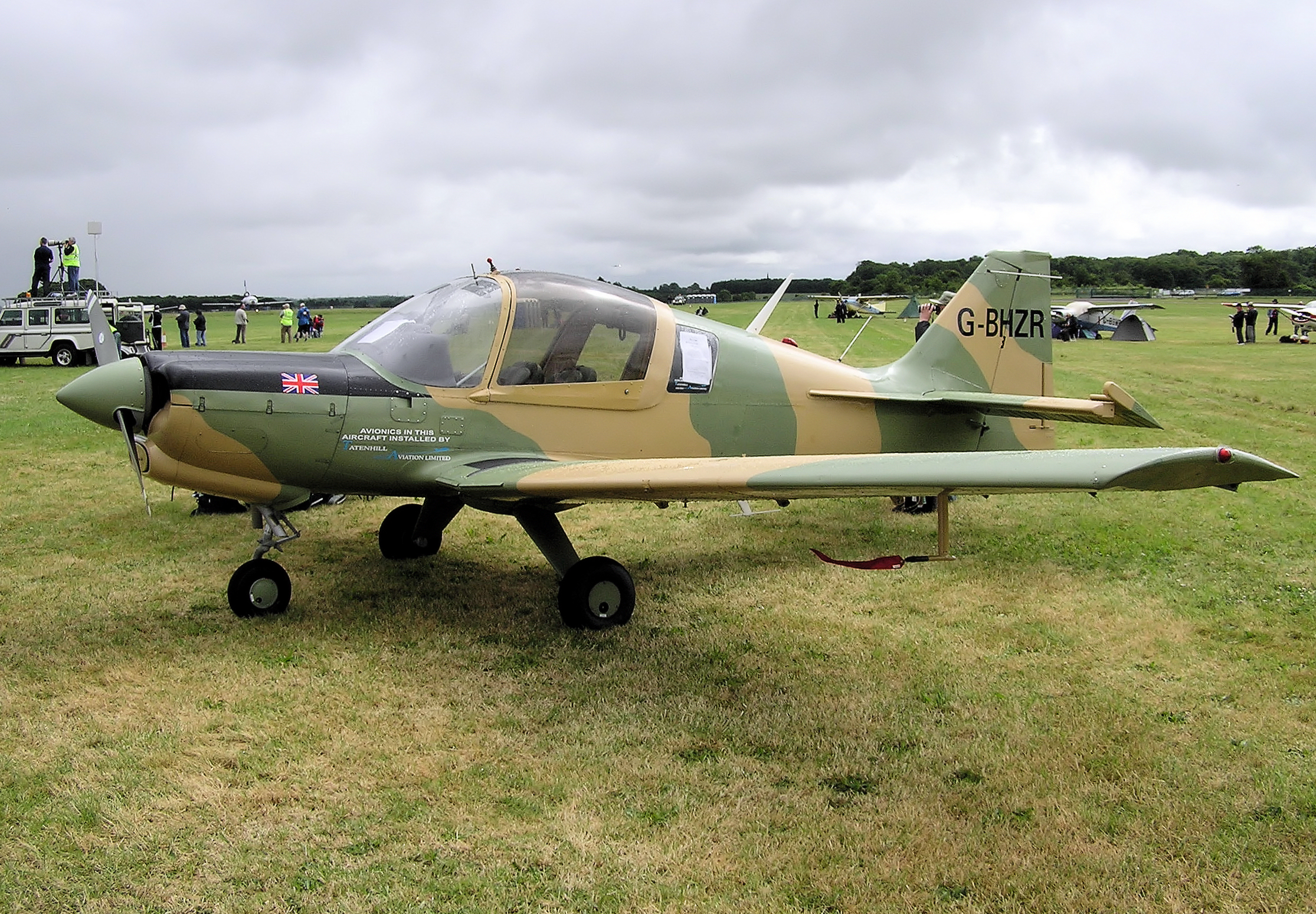
Scottish Aviation Bulldog, construido en 1980.
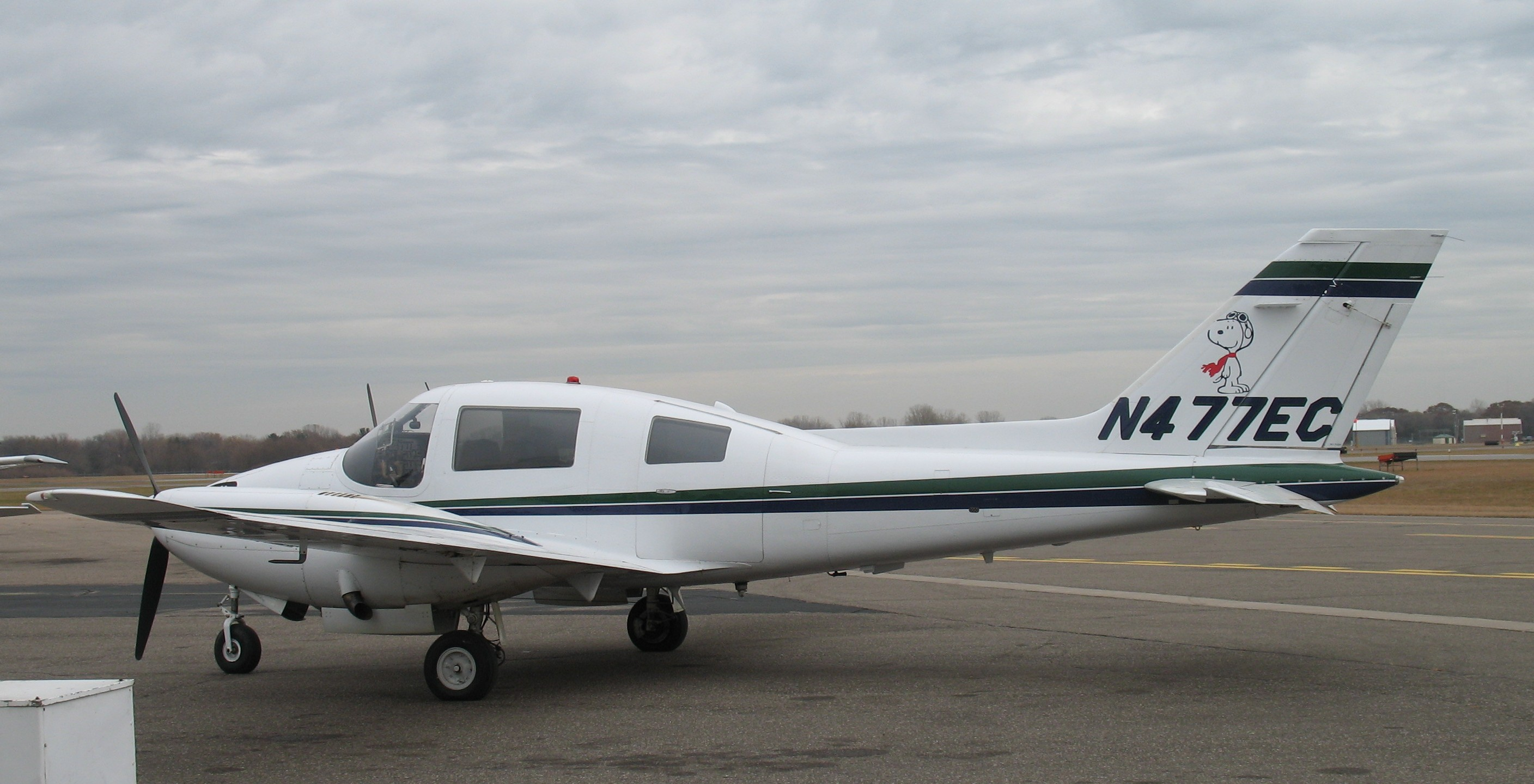
Beagle B.206, construido en 1969.